# Saint-Amandin

Saint-Amandin este o comună în departamentul Cantal, Franța. În 1 ianuarie 2022 avea o populație de 227 de locuitori.